# Oligoenoplus ventralis
Oligoenoplus ventralis är en skalbaggsart som beskrevs av Louis Alexandre Auguste Chevrolat 1863. Oligoenoplus ventralis ingår i släktet Oligoenoplus och familjen långhorningar. Inga underarter finns listade i Catalogue of Life.